# Заппер, Манфред
Ма́нфред За́ппер (нем.  Manfred Sapper, 1 декабря 1962, Кассель) – немецкий историк, политолог и социолог, главный редактор старейшего интеллектуального журнала Osteuropa.

## Биография
Изучал политические науки, историю и социологию во Франкфурте-на-Майне, Сиене, Москве. Занимался историей и политикой СССР, исследовал влияние Афганской войны на советское общество. В 2002 возглавил редакцию междисциплинарного журнала  Osteuropa.
Авторитетный эксперт по вопросам российской политики, состояния российского общества, общественного мнения в России. Активно сотрудничает с российскими учёными, с научными и издательскими организациями.

## Публикации на русском языке
- Диффузная воинственность в России

## Признание
Премия Маннгеймского университета (1999).